# Le Lieu du crime (roman)
Pour l’article homonyme, voir Le Lieu du crime (film).
Payment in Blood
Le Lieu du crime (titre original : Payment in Blood) est un roman policier d'Elizabeth George, initialement paru en 1989 puis publié en France en 1992. C'est le troisième roman ayant pour héros l'inspecteur Thomas Lynley et son adjointe, Barbara Havers. Il s'agit d'un roman de type « whodunit » avec la recherche d'un coupable qui a commis des meurtres dans un manoir éloigné de tout.
Le roman évoque des événements tragiques qui ont lieu dans le manoir de Westerbrae, situé dans le Strathclyde sur la lande écossaise, appartenant à la famille Rintoul. La dramaturge Joy Sinclair a proposé à diverses personnes en lien avec la pièce de théâtre qu'elle est en train d'écrire de se retrouver durant le week-end chez les Rintoul. Alors qu'il apparaît que Joy a profondément modifié le script initial, elle est assassinée la nuit suivante dans sa chambre. Compte tenu de la victime et des personnes impliquées, Scotland Yard envoie sur place l'inspecteur Thomas Lynley et son adjointe Barbara Havers. Très vite on apprend que de graves conflits existaient entre les personnes présentes sur les lieux. De vieilles affaires douloureuses reviennent à la surface. Pour compliquer le tout, Helen Clyde, ancienne compagne de Simon Allcourt Saint James, et dont Thomas Linley est amoureux, est présente dans le manoir, ayant passé la nuit avec un acteur du spectacle et ayant dormi dans la chambre voisine de Joy. L'affaire se complique encore plus quand un second membre du manoir est assassiné.

## Personnages

### Les victimes
- Joy Sinclair : 35 ans ; autrice et dramaturge ; jadis fiancée avec Alec Rintoul mort dix ans auparavant en 1978.
- Gowan Kilbride : 16 ans ; domestique chez les Rintoul.

### Les policiers
- Thomas Lynley : inspecteur-principal à Scotland Yard.
- Barbara Havers : sergent à Scotland Yard.
- Simon Allcourt Saint James : médecin légiste, ami de Thomas Linley.
- Ian Makaskin : inspecteur de la police écossaise.
- Kevin Lonan : agent de la police écossaise.

### Les suspects
- Stuart Rintoul (« lord Stinhurt ») : 70 ans ; propriétaire foncier ; producteur de théâtre.
- Marguerite Rintoul : 69 ans ; épouse de Stuart Rintoul.
- Elizabeth Rintoul : 35 à 40 ans ; célibataire ; fille de Marguerite et de Stuart Rintoul ; sœur d'Alec Rintoul (décédé en 1978).
- Francesca Rintoul veuve Gerrard : 68 ans ; sœur de Stuart Rintoul ; veuve de Philipp Gerrard mort vingt ans auparavant.
- Rhys Davies-Jones : metteur en scène écossais ; amant récent d'Helen Clyde ; cousin de Joy et d'Irene Sinclair.
- Jeremy Vinney : journaliste au Times et critique de théâtre ; ami de Joy Sinclair.
- Joanna Ellacourt : actrice de théâtre ; partenaire de Robert Gabriel ; épouse de David Sydeham.
- David Sydeham : impresario de son épouse Joanna Ellacourt.
- Robert Gabriel : acteur de théâtre ; partenaire de Joanna Ellacourt ; ex-mari d'Irene Sinclair ; ex-amant de Joy Sinclair.
- Irene Sinclair : actrice de théâtre ; sœur de Joy Sinclair ; ex-femme de Robert Gabriel.

### Autres personnages
- Helen Clyde : 30 ans ; ex-petite amie de Thomas Linley et de Simon Allcourt Saint James.
- Mary Agnes Campbell : 17 ans ; domestique chez les Rintoul.
- Geoffrey Rintoul (cité seulement) : frère de Stuart Rintoul, mort vingt-cinq ans auparavant en 1963.
- Philipp Gerrard (cité seulement) : mari de Francesca Rintoul, mort il y a vingt ans.
- Alec Rintoul (cité seulement) : fils aîné de Stuart et de Marguerite Rintoul ; frère d'Elizabeth Rintoul ; fiancé avec Joy Sinclair ; mort dans un accident en 1978.
- Deborah Cotter : photographe ; compagne de Simon Saint James.
- Hannah Darrow (citée seulement) : jeune femme qui s'est suicidée quinze ans auparavant, en 1973.
- John Darrow : veuf d'Hannah ; actuellement gérant d'un bar.
- Teddy Darrow: 15 ans ; fils de John Darrow.

## Résumé
Le récit est présenté en 17 chapitres.

### Mise en place de l'intrigue
Chapitres 1 et 2.
L'action se déroule en 1988. Le manoir de Westerbrae, situé dans le Strathclyde sur la lande écossaise, appartenant à la famille Rintoul, accueille une dizaine de personnes. Il y notamment la dramaturge Joy Sinclair, 35 ans, qui a proposé à diverses personnes en lien avec la pièce de théâtre qu'elle est en train d'écrire de se retrouver durant le week-end chez les Rintoul. Lorsque le roman commence, la jeune domestique Mary Agnes Campbell découvre Joy assassinée dans sa chambre. Quelqu'un lui a transpercé le corps avec un poignard, « comme un insecte épinglé dans une vitrine ».
Compte tenu de la victime, qui fait partie de la jet-set londonienne, des personnes impliquées, notamment la famille Rintoul, et du fait que la police locale semble dépassée, le surperintendant Webbely, directeur adjoint de Scotland Yard, envoie sur place l'inspecteur-principal Thomas Lynley et son adjointe Barbara Havers. Lynley a la stupéfaction de découvrir sur les lieux Helen Clyde, ancienne compagne de Simon Allcourt Saint James (qui lui même est ami de Lynley). Au surplus, Helen a dormi dans la chambre située à côté de celle de Joy sinclair ; elle n'était pas seule : elle avait dormi avec Rhys Davies-Jones, un metteur en scène écossais. Ceci attise la jalousie de Thomas, amoureux d'Helen.
Quoi qu'il en soit, vu l'éloignement du manoir situé en pleine lande, il semble évident que c'est l'un des résidents qui est l'assassin.

### Première partie de l'enquête
Chapitres 3 à 7.
Thomas Lynley et Barbara Havers commencent l'enquête en auditionnant Helen Clyde. Elle explique comment elle a été amenée à répondre favorablement à une invitation de venir à Westerbrae, puis à dormir aux côtés de Rhys Davies-Jones. Elle fait état d'une longue dispute entre Joy et plusieurs invités au sujet de la pièce qu'elle écrivait. Lord Stinhurt, en lisant le script, aurait déclaré qu'il n'allait pas « se transformer en un nouveau vassal », phrase assez mystérieuse.
Compte tenu de la proximité de leur chambre avec celle de Joy, Helen et Rhys-Jones font figure de principaux suspects. Lynley et Saint James examinent ensuite le corps de la victime. La dague avec laquelle elle a été tuée a pu être prise dans le château. 
À la demande de Lynley, Havers va auditionner les deux domestiques, Gowan et Mary Agnes. Resté seul avec lord Stuart Rintoul-Stinhurt, celui-ci reconnaît un constat qu'avait fait Simon Saint James : il avait brûlé tous les scripts de la pièce distribués par Joy Sinclair. Il explique à Lynley la raison de cet autodafé : Joy avait décrit dans la pièce la liaison secrète qu'avait eue jadis Marguerite, la femme de lord Stinhurt, avec Geoffrey, le frère aîné (aujourd'hui décédé) de lord Stinhurt. De leur liaison était née Elizabeth, la « fille officielle » du couple. Joy voulait révéler ce secret de famille dans sa pièce.
Les auditions se poursuivent : Lynley auditionne David Sydeham, puis son épouse Joanna Ellacourt.
Une dispute a lieu entre Elizabeth, la fille du couple Rintoul, avec Jeremy Viney : sur demande de Francesca, elle avait remis à Viney un magnifique collier de perles à Joy. Où est ce collier ? A-t-il été volé ? Francesca voulait-elle « acheter » Joy pour qu'elle n'écrive pas la pièce ?
Pendant que Joanna s'explique sur ses relations avec lord Stinhurst, avec son époux, avec Robert Gabriel et Joy, et que l'on discute avec passion sur le sort du collier de perles précieuses, le jeune Gowan est assassiné d'un coup de couteau dans la cave du manoir. On ne s'inquiète pas immédiatement de sa disparition. Ce n'est qu'une heure après qu'Agnes, étonnée de ne pas le voir, donne l'alerte. On retrouve l'adolescent agonisant dans la cave. Il est évident qu'on l'a tué parce qu'il savait une information qui pouvait impliquer l’assassin de Joy.

### Poursuite de l'enquête
Chapitres 7 à 14.

### Dénouement et révélations finales
Chapitres 15 à 17.